# Hipòcrates (escriptor)
Hipòcrates (en llatí Hippocrates, en grec Ἱπποκράτης) fou un escriptor grec que va escriure sobre temes de veterinària, i que se suposa que hauria viscut a la meitat del segle iv. Els seus escrits es troben a la col·lecció sobre el tema publicada en llatí per Ruellius a París el 1530 i en grec per Simon Grynaeus a Basilea el 1537.